# Dhírfis Óros
Dhírfis Óros (Delphi) är ett berg i Grekland.   Det ligger i prefekturen Nomós Evvoías och regionen Grekiska fastlandet, i den östra delen av landet, 70 km norr om huvudstaden Aten. Toppen på Dhírfis Óros är 1 743 meter över havet. Dhírfis Óros ligger på ön Euboia.
Terrängen runt Dhírfis Óros är kuperad söderut, men norrut är den bergig. Dhírfis Óros är den högsta punkten i trakten. Runt Dhírfis Óros är det glesbefolkat, med 18 invånare per kvadratkilometer. Närmaste större samhälle är Psachná, 18,8 km väster om Dhírfis Óros. 

## Kommentarer

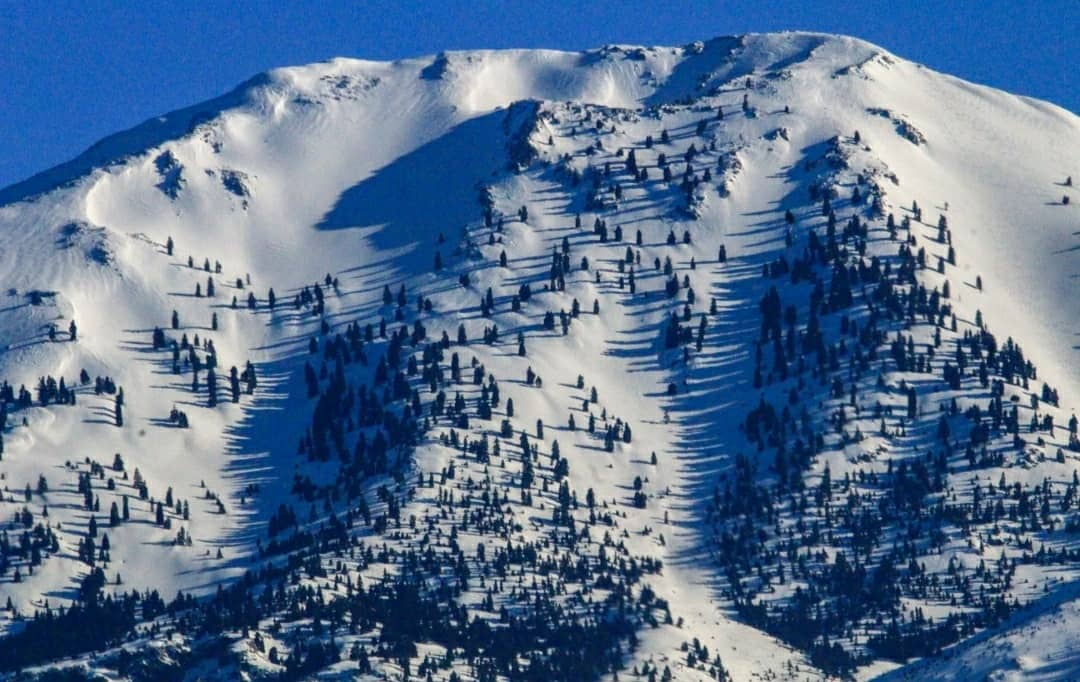